# 루크 조빈

루크 조빈(영어: Luc Jobine, 1959년 ~)은 캐나다의 기업인으로 파워 코퍼레이션 캐나다(Power Corporation Canada)의 부회장, 토바코 캐나다(Tobacco Canada) 부회장, 캐나다 국영 철도회사 CN Rail(Canadian National Railway) 회장을 역임했고, 세계 최대 담배회사 중 하나인 브리티쉬 아메리칸 토바코의 회장이다. 캐나다 맥길대학교를 졸업하였다.

## 참고 자료
- Luc Jobin